# Le Groupe (film, 1966)
Pour les articles homonymes, voir Le Groupe.
Pour plus de détails, voir Fiche technique et Distribution.
Le Groupe (The Group) est un film américain réalisé par Sidney Lumet et sorti en 1966. Il s'agit d'une adaptation du roman The Group de Mary McCarthy publié en 1954.

## Synopsis
En 1933, huit jeunes femmes sortent diplômées d'une prestigieuse école américaine mais leurs espérances pour le futur risquent d'être compromises par les bruits de bottes venus de l'Europe lointaine.

## Fiche technique
Sauf indication contraire, les informations mentionnées dans cette section peuvent être confirmées par la base de données cinématographiques IMDb,  présente dans la section « Liens externes ».
- Titre français : Le Groupe
- Titre original : The Group
- Réalisation : Sidney Lumet
- Scénario : Sidney Buchman, d'après le roman The Group de Mary McCarthy
- Musique : Charles Gross
- Photographie : Boris Kaufman
- Montage : Ralph Rosenblum
- Décors : Gene Callahan
- Costumes : Anna Hill Johnstone
- Production : Sidney Buchman et Charles K. Feldman
- Société de production : Famous Artists Productions
- Distribution : United Artists (États-Unis), Les Artistes Associés (France)
- Pays de production :  États-Unis
- Format : Couleurs - 1,85:1 - son mono - 35 mm
- Genre : drame, film choral
- Durée : 150 minutes
- Dates de sortie :
  - États-Unis : 4 mars 1966
  - France : 11 octobre 1967

## Distribution
- Candice Bergen : Elinor "Lakey" Eastlake
- Joan Hackett : Dottie Renfrew Latham
- Elizabeth Hartman : Priss Hartshorn Crockett
- Shirley Knight : Polly Andrews Ridgeley
- Joanna Pettet : Kay Strong Peterson
- Mary-Robin Redd : Mary "Pokey" Prothero Beauchamp
- Jessica Walter : Libby MacAusland
- Kathleen Widdoes : Helena Davison
- James Broderick : Dr Ridgeley
- James Congdon : Sloan Crockett
- Larry Hagman : Harald Peterson
- Hal Holbrook : Gus Leroy
- Richard Mulligan : Dick Brown
- Robert Emhardt : M. Andrews
- Carrie Nye : Norine
- Leora Dana : Mme Renfrew
- George Gaynes : Brook Latham
- Russell Hardie : M. Davison
- Baruch Lumet : M. Schneider
- Arthur Anderson : John Beauchamp
- Richard Graham : le révérend Garland
- Doreen Lang : l'infirmière Swenson

## Production
Charles K. Feldman acquiert les droits du roman The Group de Mary McCarthy avant-même sa publication. Le film est produit avec un budget estimé à 2,6 millions de dollars, un record à l'époque pour une production à New York.
Le tournage a lieu à New York (notamment à Manhattan, Saint Mark's Church, Film Center Building, ...) ainsi qu'à New London dans le Connecticut.

## Distinctions
Source : Internet Movie Database
Le film n'a reçu aucun prix mais plusieurs nominations :
- British Academy Film Awards 1967 : meilleure actrice étrangère pour Joan Hackett
- Golden Globes 1967 : révélation féminine de l'année pour Candice Bergen

Le film était par ailleurs présenté en sélection officielle à la Berlinale 1966.